# Radom Stara Wola

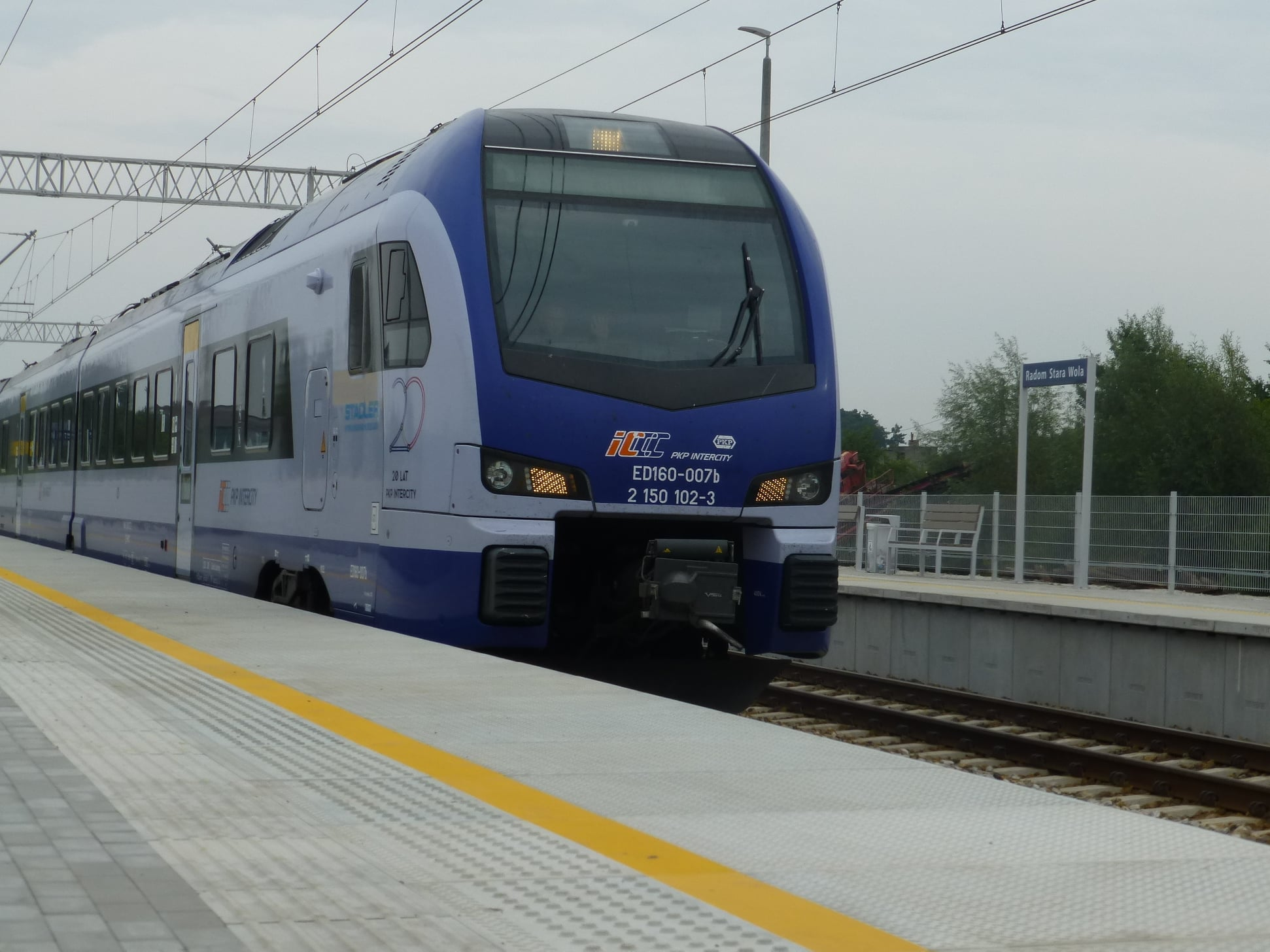
Przystanek kolejowy Radom Stara Wola

Radom Stara Wola – przystanek osobowy Polskich Kolei Państwowych zlokalizowany w Radomiu, w dzielnicy Stara Wola Gołębiowska.

## Historia
Przystanek kolejowy wraz z mijanką początkowo został otwarty w roku 1939 pod nazwą Gołębiów. W 1969 roku przystanek zmienił nazwę na Stara Wola. 3 czerwca 1973 roku przystanek Stara Wola został zamknięty, niecałe dwa lata później zlikwidowany. 
Koncepcję jego odtworzenia, wraz z budową przystanków Radom Gołębiów i Radom Północny opracowało stowarzyszenie Kocham Radom. W czerwcu 2021 roku w ramach modernizacji linii kolejowej nr 8 przez PKP PLK, nowy przystanek wybudowano 100 metrów od pierwotnej lokalizacji, pod nową nazwą Radom Stara Wola.

## Ruch pasażerski[4]
| Rok  | Wymiana pasażerska na dobę |
| ---- | -------------------------- |
| 2021 | 10-19                      |
| 2022 | 20-49                      |
| 2023 | 20-49                      |